# Titina Rota

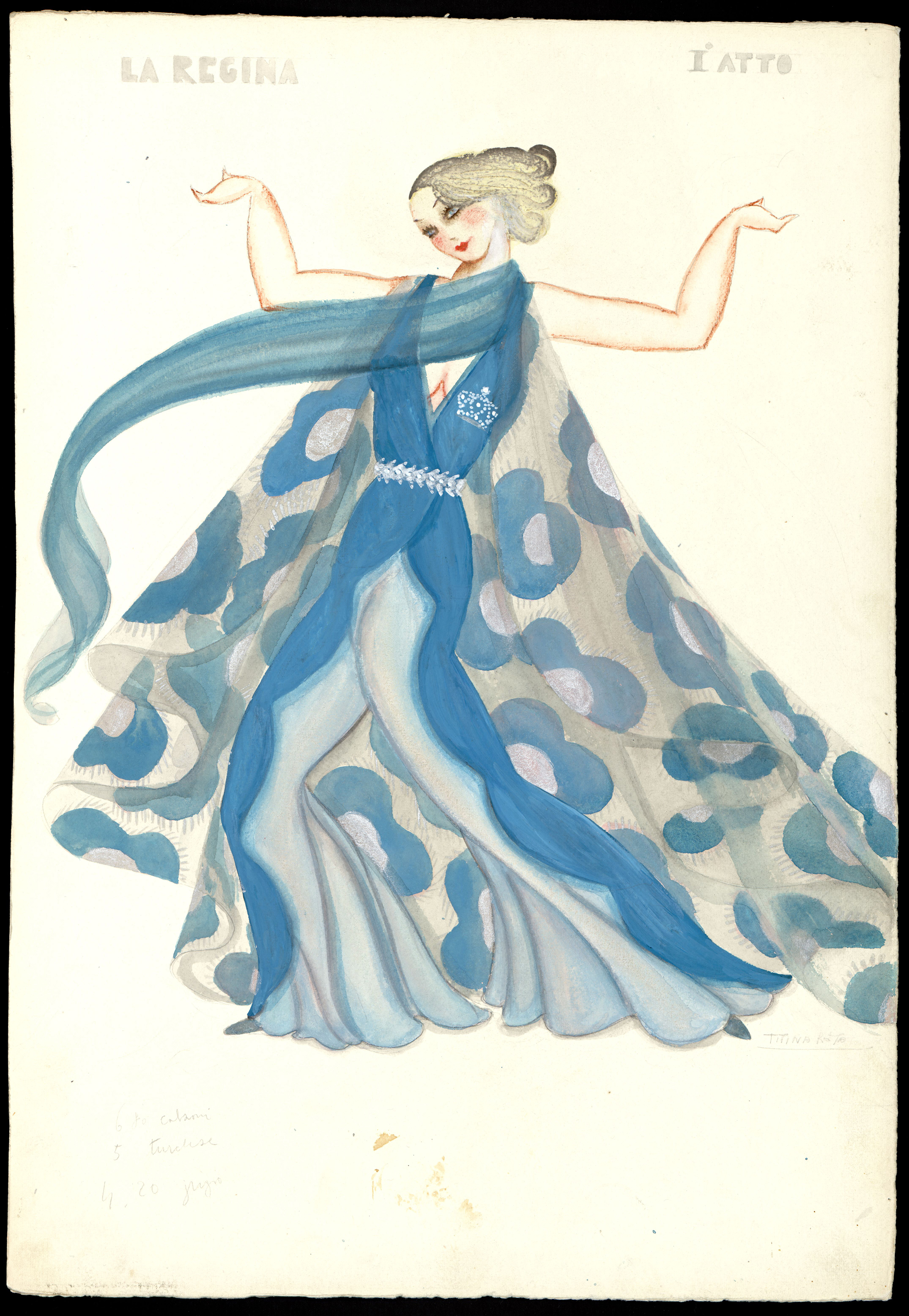
La Regina, figurino per Il favorito del Re, atto 1 (1932).

Titina Rota (Milano, 15 giugno 1899 – 1978) è stata una costumista, scenografa e pittrice italiana.

## Biografia

### Famiglia e formazione
Nacque nel 1899 a Milano in una famiglia di artisti musicali: il nonno materno era Giovanni Rinaldi, sua madre e sua zia erano pianiste e concertiste e suo cugino era il compositore Nino Rota; si dedicò quindi allo studio del violino. Da giovane ebbe modo di frequentare Igor Stravinskij, Alfredo Casella e Gabriele D'Annunzio, e quest'ultimo apprezzò piuttosto i suoi disegni. A vent'anni si emancipò dalla famiglia per studiare e lavorare come vetrinista e disegnatrice.

### Teatro
Nel 1931, a trentadue anni debuttò come costumista per La locandiera di Carlo Goldoni al Teatro Odeon di Milano. Guido Salvini la chiamò a lavorare per La Scala su scene e costumi di opere liriche. Cambiò il modus operandi ottocentenesco di noleggiare i costumi teatrali da sartorie esterne, creando una squadra di sarte all'interno della Scala che creava costumi ad hoc per lo specifico cast dello specifico spettacolo.
Lavorò per altri palcoscenici d'Italia, quali il Maggio Fiorentino, il Teatro Comunale di Firenze, l'Opera di Roma e La Fenice. Nel teatro veneziano, in particolare, si occupò di costumi e scene di due opere liriche, nonché della propria ultima messa in scena con Il telefono o l'amore a tre di Giancarlo Merotti. Si dedicò altresì al teatro di prosa: tra le sue collaborazioni, i registi Max Reinhardt e Renato Simoni.

### Cinema
Lavorò in campo cinematografico come costumista, in film di Mario Camerini (p.e. Il documento del 1939) e in trasposizioni o film di stampo teatrale di Carmine Gallone.

### Pittura
Dagli anni Cinquanta si dedicò alla pittura ad acquerello. Il suo soggetto più frequente furono i paesaggi invernali di Anacapri, sua residenza principale nel corso dell'anno. Alcune sue creazioni comprendono La vita ad Anacapri (1968), Il gelataio a Venezia e diversi olii intitolati Sogno.
Morì nel 1978 a Roma o Anacapri stessa.

## Stile
Il suo stile era ispirato all'art déco e il suo tratto era «deciso e insieme leggero, coloratissimo e talvolta surreale». Gli abiti per commedie teatrali avevano una connotazione umoristica, e secondo i critici la sua fantasia e la sua eleganza erano «speziate di ironia». Fu comunque versatile a seconda del genere di spettacolo che affrontava.

## Accoglienza
Le sue opere sono state soggette a numerose aste nel mercato, con un record di 8 076 dollari per l'acquerello A group of fourteen works depicting operatic characters.